# Litocala
Litocala là một chi bướm đêm thuộc họ Erebidae.

## Loài
- Litocala sexsignata Harvey, 1875